# Crkva Marije Pomoćnice kršćana u Višegradu
Crkva Marije Pomoćnice kršćana bila je rimokatolička crkva u Višegradu. Izgrađena je 1903. na brijegu Bikavcu, u samom gradu. Posvetio ju je mons. Stjepan Hadrović, kanonik. Godine 1922. ovdje je velika krizma za cijeli gornjodrinjski kraj, prigodom pohoda nadbiskupa Ivana Ev. Šarića Višegradu. Jeseni 1921. sjedište goraždanske župe premješteno je u Višegrad. Zbog velikog broja katolika Talijana u Sjetlini sjedište je 1926. premješteno u Sjetlinu, a od kraja godine opet u Višegradu. Višegradska župa imala je 1920-ih najviše katolika u suvremenoj povijesti, s više od 2000 vjernika. Rat je župa dočekala s 1800 katolika (1939.).  Broj se još više smanjio u ratu, a trend se nastavio i poslije Drugog svjetskog rata. Crkva je pretrpila štete. Najprije je pretvorena u skladište, a potom i srušena negdje pred kraj ili poslije Drugog svjetskog rata.